# Desecration Smile
Desecration Smile is een nummer van de Red Hot Chili Peppers.

## Geschiedenis
Op 6 december 2006 werd op de officiële website van Red Hot Chili Peppers aangekondigd dat het de vierde internationale single van hun album Stadium Arcadium zou worden, terwijl in de Verenigde Staten Hump de Bump werd uitgebracht. De single volgde in februari. De bijbehorende videoclip werd geregisseerd door Gus Van Sant, die eerder al de video van Under the Bridge maakte.

## Tracklists

### Maxisingle
1. Desecration Smile
2. Funky Monks (live)
3. Save This Lady

### Cd-single
1. Desecration Smile
2. Joe

## Hitnoteringen
| Desecration Smile in de Nederlandse Top 40 - binnen: 10 maart 2007 | Desecration Smile in de Nederlandse Top 40 - binnen: 10 maart 2007 | Desecration Smile in de Nederlandse Top 40 - binnen: 10 maart 2007 | Desecration Smile in de Nederlandse Top 40 - binnen: 10 maart 2007 | Desecration Smile in de Nederlandse Top 40 - binnen: 10 maart 2007 | Desecration Smile in de Nederlandse Top 40 - binnen: 10 maart 2007 | Desecration Smile in de Nederlandse Top 40 - binnen: 10 maart 2007 | Desecration Smile in de Nederlandse Top 40 - binnen: 10 maart 2007 | Desecration Smile in de Nederlandse Top 40 - binnen: 10 maart 2007 | Desecration Smile in de Nederlandse Top 40 - binnen: 10 maart 2007 | Desecration Smile in de Nederlandse Top 40 - binnen: 10 maart 2007 | Desecration Smile in de Nederlandse Top 40 - binnen: 10 maart 2007 | Desecration Smile in de Nederlandse Top 40 - binnen: 10 maart 2007 | Desecration Smile in de Nederlandse Top 40 - binnen: 10 maart 2007 | Desecration Smile in de Nederlandse Top 40 - binnen: 10 maart 2007 |
| Week                                                               | 1                                                                  | 2                                                                  | 3                                                                  | 4                                                                  | 5                                                                  | 6                                                                  | 7                                                                  | 8                                                                  | 9                                                                  | 10                                                                 | 11                                                                 | 12                                                                 | 13                                                                 | 14                                                                 |
| ------------------------------------------------------------------ | ------------------------------------------------------------------ | ------------------------------------------------------------------ | ------------------------------------------------------------------ | ------------------------------------------------------------------ | ------------------------------------------------------------------ | ------------------------------------------------------------------ | ------------------------------------------------------------------ | ------------------------------------------------------------------ | ------------------------------------------------------------------ | ------------------------------------------------------------------ | ------------------------------------------------------------------ | ------------------------------------------------------------------ | ------------------------------------------------------------------ | ------------------------------------------------------------------ |
| Nummer                                                             | 37                                                                 | 16                                                                 | 13                                                                 | 16                                                                 | 24                                                                 | 26                                                                 | 28                                                                 | 29                                                                 | 30                                                                 | 32                                                                 | 32                                                                 | 34                                                                 | 40                                                                 | uit                                                                |

| Desecration Smile in de Mega top 50 - binnen: 18 maart 2007 | Desecration Smile in de Mega top 50 - binnen: 18 maart 2007 | Desecration Smile in de Mega top 50 - binnen: 18 maart 2007 | Desecration Smile in de Mega top 50 - binnen: 18 maart 2007 | Desecration Smile in de Mega top 50 - binnen: 18 maart 2007 | Desecration Smile in de Mega top 50 - binnen: 18 maart 2007 | Desecration Smile in de Mega top 50 - binnen: 18 maart 2007 | Desecration Smile in de Mega top 50 - binnen: 18 maart 2007 | Desecration Smile in de Mega top 50 - binnen: 18 maart 2007 | Desecration Smile in de Mega top 50 - binnen: 18 maart 2007 | Desecration Smile in de Mega top 50 - binnen: 18 maart 2007 |
| Week                                                        | 1                                                           | 2                                                           | 3                                                           | 4                                                           | 5                                                           | 6                                                           | 7                                                           | 8                                                           | 9                                                           | 10                                                          |
| ----------------------------------------------------------- | ----------------------------------------------------------- | ----------------------------------------------------------- | ----------------------------------------------------------- | ----------------------------------------------------------- | ----------------------------------------------------------- | ----------------------------------------------------------- | ----------------------------------------------------------- | ----------------------------------------------------------- | ----------------------------------------------------------- | ----------------------------------------------------------- |
| Nummer                                                      | 18                                                          | 12                                                          | 11                                                          | 12                                                          | 15                                                          | 21                                                          | 32                                                          | 39                                                          | 45                                                          | uit                                                         |